# 星斑叉鰾石首魚
星斑叉鰾石首魚為輻鰭魚綱鱸形目鱸亞目石首魚科的其中一種，分布西大西洋區，從美國維吉尼亞州至德克薩斯州海域，體長可達20公分，棲息在沿海沙泥底質海域，屬肉食性，以甲殼類為食。